# Хинтервајлер
Хинтервајлер (њем. Hinterweiler) општина је у њемачкој савезној држави Рајна-Палатинат. Једно је од 109 општинских средишта округа Вулканајфел. Према процјени из 2010. у општини је живјело 222 становника. Посједује регионалну шифру (AGS) 7233030.

## Географски и демографски подаци
Хинтервајлер се налази у савезној држави Рајна-Палатинат у округу Вулканајфел. Општина се налази на надморској висини од 534 метра. Површина општине износи 5,3 km². У самом мјесту је, према процјени из 2010. године, живјело 222 становника. Просјечна густина становништва износи 42 становника/km².